# Heron Domingues
Heron de Lima Domingues (São Gabriel, 4 de junho de 1924 — Rio de Janeiro, 9 de agosto de 1974) foi um jornalista e radialista brasileiro. Foi o primeiro apresentador de televisão, quando ingressou na TV Tupi do Rio de Janeiro, em 1961. Entre 1972 e 1974, trabalhou na Rede Globo.
Em tom alarmista, o radialista foi o primeiro a noticiar vários fatos históricos em seus 33 anos de carreira: o lançamento da bomba atômica sobre Hiroshima em 1945, o suicídio de Getúlio Vargas em 1954, a morte da cantora Carmen Miranda em 1955, a renúncia do presidente da República Jânio Quadros em 1961 e a chegada do Homem à Lua em 1969.

## Biografia
Aos 16 anos tentou a carreira de cantor participando de um concurso de calouros na Rádio Gaúcha, em Porto Alegre, no dia 7 de dezembro de 1941, dia escolhido pelos japoneses para bombardear Pearl Harbour, Havaí nos Estados Unidos. Na ausência do locutor da rádio, Domingues foi lançado às pressas aos microfones e deu a notícia em primeira mão. Não participou do concurso, mas saiu da rádio empregado. Em 1944, mudou-se para o Rio de Janeiro e passou a trabalhar na Rádio Nacional, onde, no programa Repórter Esso, transmitia a informação "como se estivesse numa trincheira", costumava dizer.
Acampado no estúdio da carioca Rádio Nacional, Heron Domingues, o Repórter Esso, aguardava sôfrego pelo telegrama que confirmaria o fim da Segunda Guerra Mundial, em 1945. Deveria fazer jus ao apelido a ele atribuído, "o primeiro a dar as últimas". Após passar Natal, Ano-Novo e Páscoa em alerta, os colegas insistiam para que ele fosse descansar em casa. Aceitou o conselho a contragosto e, para sua decepção, foi em casa que o radialista soube do fim do armistício, pela emissora concorrente. Para consolo, sua credibilidade ressoou: "Se o Repórter Esso ainda não deu, não deve ser verdade", comentava-se pelo País. Só depois que empostou sua inconfundível voz ao microfone é que a notícia ganhou veracidade.
Sobre o Repórter Esso, Heron relatou:
"Trabalhei no Repórter Esso de 1944 a 1962, sem um dia de folga. Levantava-me às 6h45min e voltava para casa à 1h30min da madrugada. Nos períodos críticos, dormia na rádio, que tinha uma cama na redação. Para se ter uma ideia da época conturbada em que vivíamos, no período em que fui locutor do Esso, houve no Brasil dez presidentes da república. Durante a guerra, dormia na Rádio Nacional com um fone no ouvido, diretamente ligado a UPI. Sempre que havia uma notícia importante, eles me despertavam, eu mesmo colocava a emissora no ar e transmitia a notícia. Para o fim da guerra, preparamos uma audição especial do Repórter Esso, em que a notícia seria dada fundida com o repicar de sinos. Com medo de me emocionar muito diante do microfone, gravei o início da transmissão: "Atenção! Atenção! Acabou a guerra".
Na televisão, trabalhou na extinta TV Rio, onde apresentou o Telejornal Pirelli, ao lado de Léo Batista e na Rede Globo, onde apresentou o Jornal da Noite e o Jornal Internacional na Globo de 1971 até 1974.

## Morte
Em 9 de agosto de 1974, Domingues apresentou uma edição do Jornal Internacional a respeito do impeachment do então presidente norte-americano Richard Nixon. Antes do fato, ele havia pedido a Armando Nogueira um adiantamento de suas férias para dar a informação ao vivo. Elogiado por seu desempenho no ar, foi jantar com amigos. No dia seguinte, em casa, faleceu vitima de um infarto fulminante enquanto dormia.

## Vida pessoal
Acreditava que a voz era dádiva de Deus e não se preocupava em preservá-la. Boêmio, bebia e fumava em excesso. Depois do expediente, era comum lotar a casa de amigos para notívagos bate-papos. Quando as visitas partiam, virava-se para a esposa, a jornalista Jacira Domingues, e dizia: "Já faz muito tempo que estou em casa, vamos sair para dançar". Uma equipe médica estudou a voz de Domingues por dez anos e nenhuma alteração foi observada, um fenômeno. "Bebo e fumo em excesso", disse ele. "Pois continue bebendo e fumando", aconselharam os médicos.